# Марианское паломничество Невигеса
Марианское паломничество Невигес — католическое паломничество в Невигес, часть Вельберта, Германия. Почитание чудотворного образа Непорочного зачатия датируется 1681 годом. Главная церковь паломничества Мария, Кёнигин де Фриденс, освященная в 1968 году, была спроектирована Готфридом Бёмом.

## Чудесный образ
В сентябре 1680 года в монастыре Дорстен францисканец Антониус Ширли молился перед образом Непорочного Зачатия, когда услышал голос который сказал ему: «Отведи меня в Харденберг, там я буду почитаем». В две последующие ночи он прошел ещё два прослушивания. Сначала ему было поручено связаться с францисканцами в Невиге и сообщить им, что одному князю грозит болезнь, от которой он может выздороветь, только приняв обет и поддержав строительство монастыря. Следующей ночью он получил приказ начать новену и совершать Святую мессу по субботам в течение девяти недель «в благодарность за мое непорочное зачатие».
Действительно, заболевший князь-епископ Падерборна и Мюнстера, Фердинанд фон Фюрстенберг, выздоровел после принятия обетов. С его помощью был заложен первый камень в основание монастыря. 25 октября состоялось первое паломничество в Невигес, в котором приняли участие князь-епископ, аббат Вердена и благочестивый суверенный герцог Ян Веллем.

## История паломничества
Паломничество к образу благодати в часовне Святой Анны на Харденберге в Невигесе, основанной в 1681 году, было настолько успешным, что на месте прежней церкви пришлось построить более просторную. Он был освящен 29 июня 1728 года и носит покровительство «Непорочного зачатия». Он служил монастырской церковью францисканского монастыря, построенного в 1683 году, до его расформирования в 2020 году.
Церковь францисканского монастыря представляет собой однонефное здание в готическом стиле. Простая башенка на коньке заменяет колокольню, как это было принято в средневековых церквях мендикантов. Алтари выполнены в стиле барокко, один из них — бывший алтарь благодати. Картина «Успение Марии» написана венецианцем Якопо Пальмой Младшим.
С 1942 по 1969 год кардинал Йозеф Фрингс содействовал паломничеству. Во время его пребывания на посту архиепископа Кельна в 1966—1968 годах была построена паломническая церковь Марии, Кёнигин де Фриденс, по проекту архитектора Готфрида Бёма, умершего в 2021 году. Кардинал Кароль Войтыла посетил «Мариендом» 23 сентября 1978 года с немецкими и польскими епископами под руководством примаса кардинала Вышинского и кардинала Хёффнера, за 23 дня до избрания Войтылы папой Иоанном Павлом II. В 1981 году удалось отметить 300-летие паломничества.
После того, как в конце января 2020 года немецкая францисканская провинция отказалась от монастыря Невигес из-за нехватки персонала, 1 сентября того же года французская священническая община Святого Мартина с тремя священниками взяла на себя заботу о паломничестве.